# Staatsschule für Gartenbau

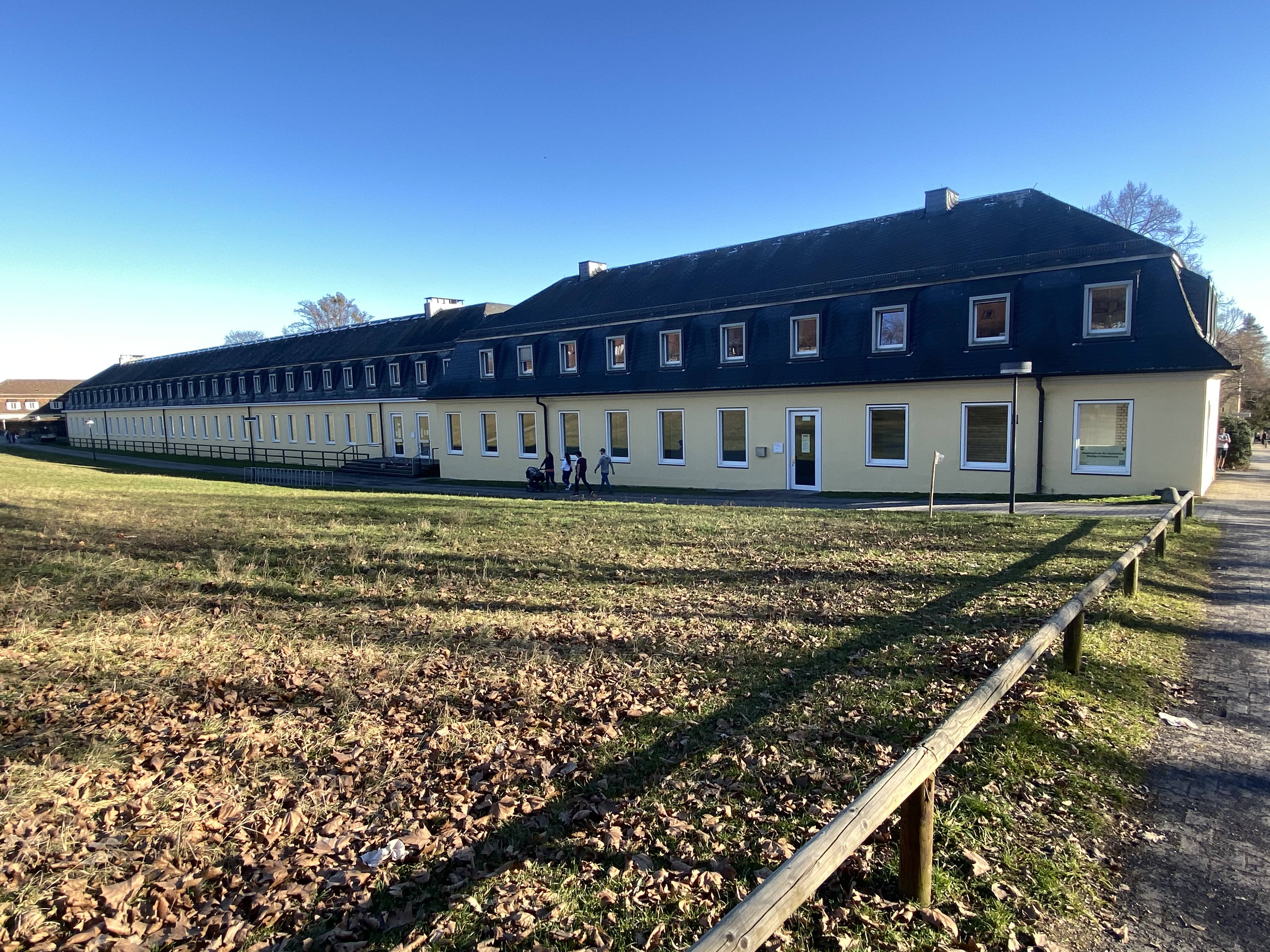
Schul- und Verwaltungsgebäude

Die Staatsschule für Gartenbau Stuttgart-Hohenheim (abgek. SfG) ist eine nicht rechtsfähige Anstalt des öffentlichen Rechts und untersteht dem Ministerium für Ernährung, Ländlichen Raum und Verbraucherschutz Baden-Württemberg. Die SfG gliedert sich in den Fachbereich „Bildung und Information“ und in den Fachbereich „Gartenbauliches Versuchswesen“ mit Versuchsbetrieb. Der Bildungsbereich und die Verwaltung sind im Schloss Hohenheim untergebracht. Der angeschlossene Versuchsbetrieb befindet sich in der Filderhauptstraße 169–171.
Es ist die älteste Gartenbauschule in Deutschland. Sie ist eine Weiterbildungsstätte für die Fachrichtungen Garten- und Landschaftsbau, Baumschule, Friedhofsgärtnerei, Gemüsebau, Staudengärtnerei und Zierpflanzenbau sowie Floristik. Im Versuchsbetrieb werden praxisorientierte Forschungsarbeiten zu den Themenfeldern Gemüsebau, Stauden- und Ziergehölzsichtung, Rasen und Zierpflanzen sowie fachrichtungsübergreifende Versuche durchgeführt.

## Geschichte
Die Geschichte der Institution wird anhand der Amtsdauer der Institutsleiter bzw. Schulleiter dargestellt.

### Herzog Carl Eugen von Württemberg 1780–1793
1780 gründete Herzog Carl Eugen von Württemberg die Gartenbauschule in Hohenheim. Aufgenommen wurden 12- bis 14-jährige Jungen. Zur praktischen Schulung dienten, die Nutz- und Ziergartenanlagen in Hohenheim. Die fachliche Betreuung hatte Hofrat Johann Simon Kerner, der 1780 vom Herzog zum Naturwissenschaftslehrer ernannt wurde. Nach dem Tode von Herzog Carl Eugen im Jahre 1793 wurde es still um die Gartenbauschule.
1818: Wilhelm I. gründete eine landwirtschaftliche Unterrichts-, Versuchs- und Musteranstalt in Hohenheim, die heutige Universität Hohenheim.
1842: Wilhelm I. installierte laut königlicher Verordnung vom 28. Mai 1842 eine königliche Gartenbauschule in Hohenheim. Die Oberleitung der königlichen Gartenbauschule lag bis 1975 beim Landwirtschaftlichen Institut, der heutigen Universität Hohenheim. Zur Betreuung der zum Landwirtschaftlichen Institut gehörenden Anlagen gab es damals zwei „Institutsgärtner“ für die Obstbauanlagen, für den Botanischen Garten und für die Versuchsflächen.

### Eduard Lucas 1843–1860
Eduard Lucas trat als Institutsgärtner bei der landwirtschaftlichen Lehranstalt Hohenheim an. Zu seinen Aufgaben gehörten die Besorgung der großen Obstbaumschule auf der Domäne des ökonomisch-botanischen Gartens und des Samenmagazins des Botanischen Gartens und des Versuchsfeldes. Dazu gehörten auch die Unterweisungen der höheren Lehranstalt in Obstbauzucht sowie die Unterrichtungen der Schüler im Gartenbau. 1859 bat er um seine Dienstentlassung, welche 1860 erfolgte.

### Martin A. Konzelmann und Wilhelm Schüle 1860–1891
Die Centralstelle wählte Martin August Konzelmann zum neuen Institutsgärtner. Der bisherige zweite Gärtner, Wilhelm Schüle, der bereits seit 1842 in Hohenheim tätig war, sollte sich nun auch am Unterricht beteiligen und bekam den Titel eines „Institutsgärtners“ in Hohenheim. 1866 trat Konzelmann als Schulleiter zurück.

### Philipp Held 1891–1906
Durch den Institutsleiter Otto von Vossler wurde 1891 der 35-jährige Philipp Held zum neuen Leiter der Gartenbauschule berufen. 1893 wurde Franz Schweinbez zum zweiten Lehrer und Institutsgärtner befördert und Held zur Seite gestellt. Held und Schweinbez intensivierten den Unterricht mit den Fächern Weinbau und Weinbereitung sowie gärtnerische Betriebslehre mit Buchführung und Ertragsberechnung. Der Zierpflanzenbau wurde wieder aufgenommen und die Botanik auf Übungen im Mikroskopieren ausgedehnt. Kurz nach einer Instruktionsreise starb Philipp Held 1906.

### Franz Schönberg 1906–1929
Zum Nachfolger wurde der bisherige zweite Institutsgärtner Franz Schweinbez (Namensänderung ab 1907 in Schönberg) ernannt und erhielt den Titel eines „Garteninspektors“. Die Stelle eines zweiten Anstaltsgärtners und zweiten Lehrers erhielt Hans Koch.
1910 wurde in der Obstabteilung der Mustergarten angelegt. 1911 wurde ein Gemüsetreibhaus errichtet. 1912 bekam die Gartenbauschule neues Gelände für einen Stauden- und einen Gehölzgarten wofür das Pflanzenmaterial von den Gärtnern des Landes gestiftet wurde. 1913 wurde ein großes Doppel-Kulturhaus für Zierpflanzen gebaut.
1914–1918 Während des Ersten Weltkrieges konnte der Unterricht an der Gartenbauschule unter der Leitung von Gartenbauinspektor Schönberg aufrechterhalten werden. Es wurden vorwiegend Gärtnerinnen ausgebildet.
1919 begannen die regelmäßigen Kurse in voller Besetzung wieder. Da die Lehrkräfte nicht ausreichten, stellten sich vorübergehend einige Hochschulprofessoren für den naturwissenschaftliche Unterricht zur Verfügung.
1920 wurde der Gartenbauschule die Exotische Baumschule übertragen, die noch bis 1918 der königlichen Bau- und Gartendirektion unterstanden hatte.
1922 bekam die Landwirtschaftliche Hochschule eine neue Senatsverfassung mit einem für zwei Jahre gewählten Rektor. Von dieser Zeit war der Direktor des Instituts für Wirtschaftslehre gleichzeitig Oberleiter der Gartenbauschule. Münzinger, der Direktor für Wirtschaftslehre, hatte dieses Amt rund 27 Jahre inne.
1925: Mit einer neuen Satzung wurde der Namen der „königlichen Gartenbauschule“ in „Staatliche Württembergische Gartenbauschule in Hohenheim“ umbenannt. Ebenso hörte der gemeinsame Unterricht von Gartenbau- und Ackerbauschule in den Grundfächern auf. Beide Schulen wurden unabhängig voneinander.

### Heinrich Wehrhahn 1929–1934
Nachdem Schönberg 1929 krankheitshalber beurlaubt werden musste, wurde ein Nachfolger gesucht. Gartenbaudirektor Heinrich Wehrhahn entsprach den Anforderungen und übernahm die Gartenbauschule. Wehrhahn war Dozent für Gartengestaltung und Staudenkunde an der höheren Lehranstalt in Proskau gewesen. 1930 wurde ein großes Gemüsegewächshaus mit 900 m² errichtet. 1934 verließ Landesökonomierat H. Wehrhahn Hohenheim.

### Otto Sander 1934–1949
1934 kam Otto Sander als neuer Leiter, ein gebürtiger Schlesier, mit dem Titel Landesökonomierat nach Hohenheim. Die Zeit Sanders fiel in die nationalistische Epoche mit „Gleichschaltung“ und „Ernährungsschlacht“. Die Maßnahmen der „Ernährungsschlacht“ wirkten sich auf den der Gartenbauschule angeschlossenen Betrieb nicht ungünstig aus. Es gelang ihm schon anfangs genügend Mittel für dringend benötigte Bodenverbesserung, für ausreichende Pflanzenschutzmittel und Maschinen zu bekommen. In den fünf Friedensjahren, in denen Sanders der Gartenbauschule vorstand, wurden die Abteilungen Gemüsebau, Zierpflanzenbau und Landschaftsgärtnerei stark ausgebaut.
1938–1948: Der Zweite Weltkrieg brachte sehr große Einschränkungen auf allen Gebieten mit sich. Vom Herbst 1943 an musste der Hauptkurs eingestellt werden.
1948: Nach 5-jähriger Pause konnte im März der erste Kurs wieder aufgenommen werden. Der Lehrkörper setzte sich aus den bisherigen Lehrern zusammen. Die Kursdauer wurde von Mitte März auf Mitte Dezember reduziert. Das Ziel, die Gartenbauschüler auf die Meisterprüfung vorzubereiten, trat in den Vordergrund.

### Hermann Dieterich 1949–1952
1949 wurde Münzinger emeritiert. Die Oberleitung der Gartenbauschule ging nicht mehr an seinen Nachfolger auf den Lehrstuhl der Wirtschaftslehre über, da feststand, dass das Institut für Gartenbau und Gemüsebau gegründet werden sollte. In der Übergangszeit war Garteninspektor Hermann Dieterich kommissarischer Vorstand der Gartenbauschule.

### Carl Friedrich Rudloff 1952–1955
Rudloff übernahm zunächst auch den Vorstand der Gartenbauschule, interimsmäßig lag die Oberleitung bei Martin Schmidt. Mit großer Energie setzte er durch, dass im Sommer 1953 der Gartenbauschule und dem Institut für Obstbau und Gemüse 12,3 ha des Schlag I der Karlshofrotation von der Gutswirtschaft überlassen wurden.

### Helmut Heinrich 1955–1962
1955 rief Rudloff als neuen Vorstand der Gartenbauschule Diplomgärtner H. Heinrich nach Hohenheim.
1957 wurde die Satzung und der Lehrplan geändert ebenso der Namen der Schule angepasst in „Staatsschule für Gartenbau und Gartenbauwirtschaft“. Im Februar 1962 verunglückte Heinrichs mit seiner Tochter tödlich. Sieben Wochen später starb unerwartet Rudloff.

### Manfred Sturm 1963–1992
Im September 1963 ernannte das Kultusministerium Manfred Sturm zum neuen Schulleiter. Im Herbst 1965 konnte das neue Schulgebäude bezogen werden. Neben dem Meisterlehrgang wurde die erste Berufsaufbauklasse für Gärtner eröffnet. Die Aufsichtsbehörde war nicht das Kultusministerium BW, sondern das Oberschulamt Nordwürttemberg.
1968 wurde mit dem Aufbau des Staudengartens begonnen.
Seit September 1971 gibt es zwei weitere Bildungsgänge: 1. Eine Technikerklasse für Gartenbau (Fachrichtung Erwerbsgartenbau und Garten- und Landschaftsbau) und 2. eine zweijährige Fachschule für landwirtschaftlich-technische Assistenten. Ab August 1975 wurde die Berufsschule für gärtnerische Berufe an die Gartenbauschule angegliedert. Seit 1981 werden die Prüfung zum „Staatlich geprüften Wirtschafter für den Gartenbau“ abgenommen. Ab Herbst 1983 wurde die Ausbildung der Floristen von Stuttgart nach Hohenheim verlegt. 1985 wurde der Name in Staatsschule für Gartenbau und Landwirtschaft abgeändert.

### Rudolf Eichin 1992–2015
Zum 31. Juli 1992 trat der Schulleiter der Staatsschule Manfred Sturm in den Ruhestand. Sein Nachfolger wurde Oberstudienrat Rudolf Eichin.
Im Jahre 2000 wurde das 2-jährige Berufskolleg für Technische Assistenten in ein zweijähriges Berufskolleg für Agrar- und Umweltanalytik umgewandelt.

### Michael Ernst seit 2015
Mit dem Schuljahresbeginn im September 2015 erfolgte die organisatorische Abtrennung der Landwirtschaftlichen Schule mit ihren Bildungsgängen in der Trägerschaft der Stadt Stuttgart. Michael Ernst übernahm zunächst kommissarisch die Leitung und wurde ab 2016 Direktor der Staatsschule für Gartenbau, Stuttgart-Hohenheim, die damit eine Namensänderung erfuhr und gleichzeitig die Rechtsstellung einer Landesanstalt im Geschäftsbereich des Ministeriums für Ernährung, Ländlichen Raum und Verbraucherschutz (MLR) erhielt. Der „Exotische Garten“ verblieb bei der Universität Hohenheim. Der Staatsschule für Gartenbau wurden Flächen und Räumlichkeiten im Schloss Hohenheim und in der Versuchsstation (Filderhauptstraße 169–171) zur Nutzung direkt zugewiesen. Die Staatsschule für Gartenbau wurde entsprechend ihrer neuen Aufgaben als Landesanstalt mit Sach- und Personalmitteln ausgestattet.
Mit dem Schuljahr 2019/2020 wurde das Bildungsangebot der SfG durch die Floristenmeisterschule erweitert, die damit in die Trägerschaft des Landes überging.
Eine Machbarkeitsstudie des Universitätsbauamtes Stuttgart und Hohenheim hat ergeben, dass eine Unterbringung der SfG mit Bildungsbereich und Wohnheim im Versuchsbetrieb möglich ist. Ein konkreter Planungsauftrag für Ersatzneubauten der SfG war somit der nächste Schritt.
Der Name der Schule wurde nach den Veränderungen in Staatsschule für Gartenbau Stuttgart-Hohenheim angepasst.
2021 wurden durch die Stadt Stuttgart die baurechtlichen Voraussetzungen für einen Neubau der Staatsschule auf dem Gelände des Versuchsbetriebs geschaffen. Darüber hinaus ist geplant, die Landwirtschaftliche Schule Hohenheim am gleichen Standort neu zu errichten.

## Fachbereich Bildung
An der SfG wird eine Weiterbildung zum/zur Meister/in, Wirtschafter/in und Techniker/in in den Fachrichtungen Garten- und Landschaftsbau, Baumschule, Friedhofsgartenbau, Gemüsebau, Staudengärtnerei und Zierpflanzenbau sowie Meister/in in der Floristik angeboten. Die Meisterprüfungen im Gartenbau werden vor dem Regierungspräsidium Stuttgart und die Meisterprüfungen der Floristik vor der IHK Stuttgart abgelegt. Die Prüfungen zum/zur Staatlich geprüften Wirtschafter/in sowie zum/zur Staatlich geprüften Techniker/in werden vor der SfG abgelegt.
Bildungsgänge an der Staatsschule für Gartenbau:
- Vorbereitungskurs auf die Meisterprüfung (5 Monate)
- Einjährige Fachschule für Gartenbau mit Abschluss Meister/in und Wirtschafter/in
- Einjährige Fachschule für Floristik mit Abschluss Meister/in
- Zweijährige Fachschule für Gartenbau mit Abschluss Techniker/in
- Zweijährige Fachschule für Gartenbau (TechnikerPLUS) mit Abschluss Meister/in und Techniker/in

## Fachbereich Forschung

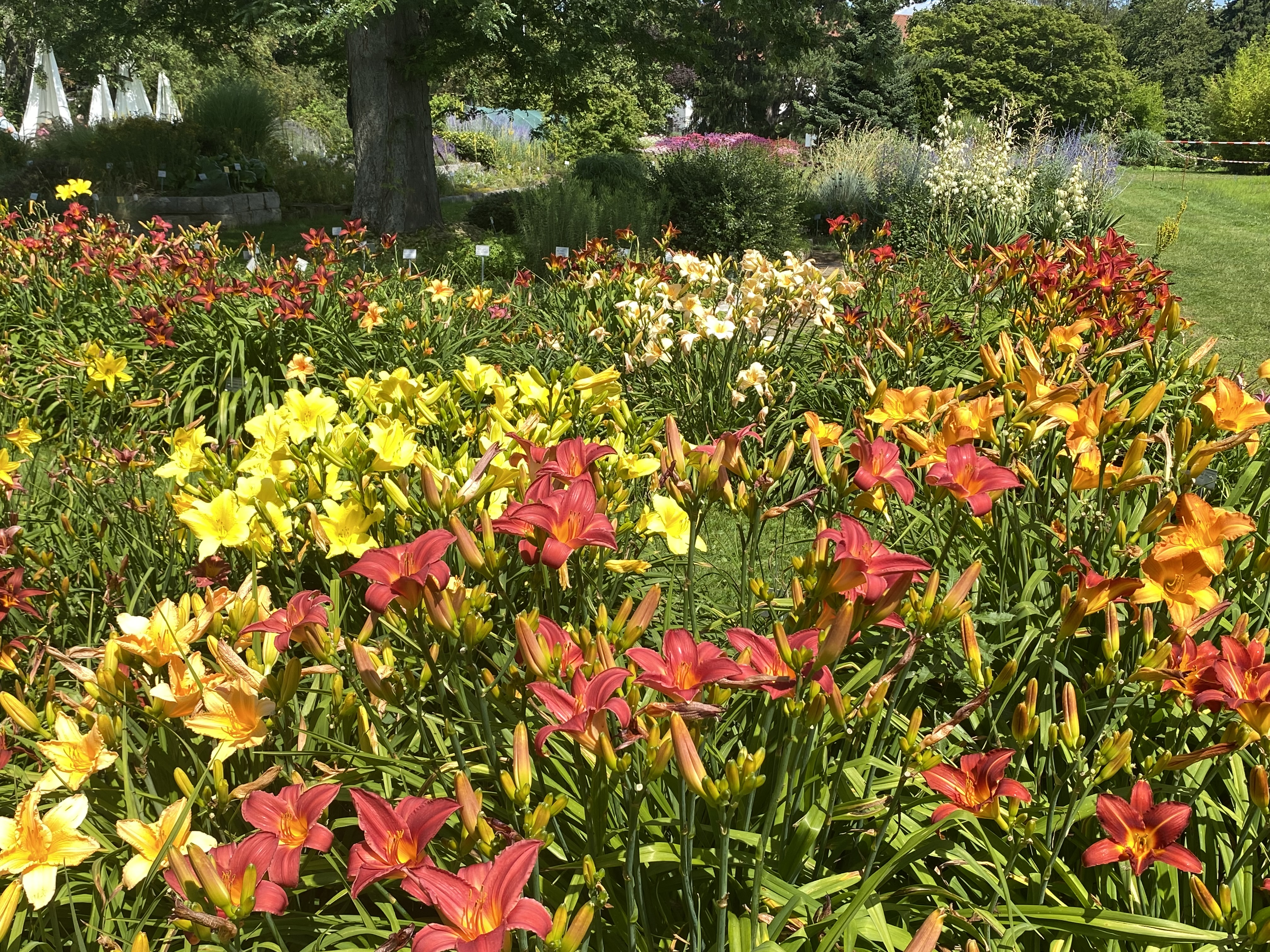
Hemerocallis-Sorten im Sichtungsgarten

- Hemerocallis-Sorten im SichtungsgartenDie SfG betreibt sowohl fachrichtungsbezogene als auch fachrichtungsübergreifende Forschung im Gartenbau.[6] Die Forschungstätigkeit der SfG ist praxisorientiert und dementsprechend erfolgt die Auswahl der Forschungsprojekte auch in Abstimmung mit dem Berufsstand, der Beratung und den Firmen der Branche. Die Schwerpunkte der fachrichtungsbezogenen Forschungsaktivitäten liegen in den Bereichen Gemüsebau – einschließlich des ökologischen Gemüsebaus, dem Zierpflanzenbau, der Stauden- und Ziergehölzsichtung und -verwendung sowie zu Rasenansaatmischungen und -nutzung. Die Schwerpunkte der fachrichtungsübergreifenden Forschungsaktivitäten liegen beim Torfersatz, Biodiversität, klimaangepasste bzw. klimaresiliente Pflanzenauswahl und Kulturverfahren, Ressourcenschonung und -effizienz u. a. durch Gartenbau 4.0 bei Energie, Wasser sowie Düngemitteleinsatz. Die Forschungsarbeit der SfG wird aus Haushaltsmitteln als ordnungsgemäßer Dienstauftrag sowie aus Projektmitteln finanziert und entsprechend publiziert. Die SfG ist auf Bundesebene in folgenden Gremien vertreten:[7]
- Fachausschuss Gartenbau
- Versuchskoordination im Gemüsebau
- Versuchskoordination im Ökologischen Gemüsebau
- Versuchskoordination im Zierpflanzenbau[8]
- Arbeitskreis Beet und Balkon
- Bundeskoordination – Versuche in der Landespflege
- Arbeitskreis Gehölzsichtung (BdB)[9]
- Arbeitskreis Allgemeine Deutsche Rosenneuheitenprüfung (ADR)[10]
- Arbeitskreis Staudensichtung (BdS)[11]
- Arbeitskreis Pflanzenverwendung (BdS)